# کنیسه مایکوه
کنیسه مایکوه در محله تاریخی فیلادلفیا قرار دارد. طرح کلی با یک سری اجزای استوانه ای سازه بندی شده که محراب کلیسا و نمازخانه را احاطه می‌کند. توسط این استوانهها نور پراکنده‌ای به داخل ساطع می‌گردد که بر فرم‌های معماری تأکید بیشتری می‌کند. در ساختمان آموزشی نیز همان شکل‌های نورگیر منتها به صورت وارونه به کار رفته‌است. مصالح ساختمانی این بنا به‌طور عمده از آجر و سیمان تشکیل شده.